# Meganyctiphanes norvegica
Meganyctiphanes norvegica is een kreeftachtige (Crustacea) die behoort tot het krill (Euphausiacea) en de familie Euphausiidae. M. norvegica is monotypisch, dus de enige soort in het geslacht Meganyctiphanes.

## Leefwijze
De soort speelt een belangrijke rol in de voedselketens tussen algen en grote dieren als walvissen, beenvissen en zeevogels. In zuidelijke oceanen speelt Euphausia superba een vergelijkbare rol.

## Verspreiding en leefgebied
Deze soort komt voor in de koude noordelijke delen van de Atlantische Oceaan en vormt een zeer belangrijke component van het zoöplankton van de noordelijke zeeën.

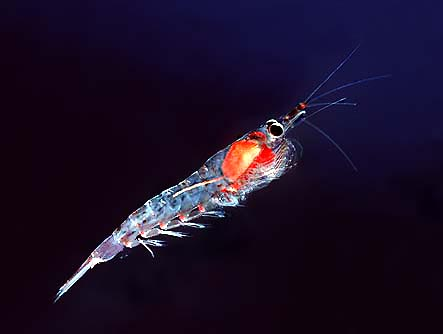
Het darmkanaal is intens rood gekleurd door carotenoïden. Dit is een aanwijzing dat dit exemplaar foerageerde op eenoogkreefjes.